# Nate Campbell
Nathaniel Campbell (Jacksonville, 7 marzo 1972) è un pugile statunitense.
Soprannominato Galaxxy Warrior, è stato campione del mondo WBA, IBF e WBO dei pesi leggeri.

## Origini e gioventù
Nate Campbell è nato il 7 marzo 1972 a Jacksonville, Florida. Non è mai andato all'asilo, così il suo ingresso alla scuola elementare di West Riverside è stato il suo primo contatto con un istituto d'istruzione. Il primo episodio di bullismo nei suoi confronti è stato molto significativo per lui, in quanto ritiene che gli ha cambiato la vita. Un bullo di 5ª elementare, che lo ha visto per la prima volta presso una fermata dell'autobus durante la sua prima settimana di scuola, non ha esitato a minacciare ed aggredire il nuovo arrivato. "Il suo nome era Mike", ha detto Campbell, "e arrivato dal nulla ha iniziato a schiaffeggiarmi e perseguitarmi per tutta la strada verso casa". Quel che il povero Nathaniel non sapeva era che per la sua famiglia era inaccettabile fuggire via da un incontro. Un amico del padre, per caso, ha visto il bullo seguire Nate mentre si stava dirigendo a casa e naturalmente ha riferito il tutto ai genitori del giovane. Quando il padre gli ha chiesto se quel che gli aveva raccontato l'amico era vero, Nate gli ha ammesso il tutto. Suo zio Frank gli aveva anche insegnato a reagire dinnanzi ad un attacco, così il padre del giovane è rimasto dispiaciuto quando ha saputo che il figlio ha evitato lo scontro.
"Mio padre sapeva qualcosa che io ero troppo giovane per sapere", ha detto Campbell. "Nel ghetto, se scappi da un incontro non hai poche possibilità di sopravvivere. Per essere sicuri che lo avevo capito mi hanno incoraggiato a combattere. Mio padre, mia madre, mia nonna e mia zia mi hanno detto immediatamente che per un Campbell era inaccettabile scappare". Il giorno dopo il padre lo ha portato alla fermata dell'autobus, chiedendogli di indicare chi era il bullo che lo perseguitava. "Vai verso di lui e inizia a sferrare pugni fino a quando non ti chiedo di fermarti" gli ha detto il padre. Così Nate è andato verso Mike ed ha iniziato a picchiarlo. "Ero così sorpreso della facilità con cui ho steso un bambino più vecchio. Non pensavo di poter picchiare così" ha detto Nate. Da lì in poi nessun altro gli ha dato nei guai e dal quel giorno ha imparato a difendersi da chiunque tentava di dare fastidio a lui o agli altri bambini.
Nate è cresciuto in una famiglia che non sempre è riuscita a dargli il meglio. L'idolo di Nathaniel era il padre, ma quest'ultimo ha iniziato a bere e a ridursi male, fino a quando il figlio non è stato portato in un centro di cura all'età di 7 anni. Mentre lo zio gli aveva insegnato i fondamentali del pugilato, Campbell preferiva altri sport, come il baseball, la pallacanestro e il football. Nate voleva giocare a "qualunque sport che lo poteva tenere alla larga dalle strade, sulla zona est di Jacksonville.
Guardia tiratrice nella sua scuola media, ha giocato solo per divertimento mentre frequentava la Florida Community College, anche se ha ammesso che andava meglio in ragazze, ping-pong e biliardo. Durante questo periodo è stato anche costretto a vendere droghe per portare a casa qualche soldo.